# Phaonia cilitibia
Phaonia cilitibia är en tvåvingeart som beskrevs av Albuquerque 1955. Phaonia cilitibia ingår i släktet Phaonia och familjen husflugor. Inga underarter finns listade i Catalogue of Life.